# 印度文化部
印度文化部是印度政府中的一個负责保护和推广印度文化和印度藝術以及負責追討走私出國的佛像和古代雕像的部门。印度全國的圖書館也是由文化部管轄。印度文化部總部位於新德里的一個政府大樓。